# Rainer Klausmann
Rainer Klausmann (ur. 9 kwietnia 1949 w Wettingen) – szwajcarski operator filmowy. Stały współpracownik reżyserów Fatiha Akina i Olivera Hirschbiegela.

## Życiorys
Początkowo był asystentem Hansa Liechtiego i Thomasa Maucha. Od początku lat 80. pracuje samodzielnie. Był odpowiedzialny za zdjęcia do ok. 30 filmów w Europie i USA.
Otrzymał takie wyróżnienia jak: Adolf-Grimme-Preis (1995) za Ausgerechnet Zoé; nagrodę niemieckiej telewizji Złote Lwy w kategorii zdjęcia (1997 i 1998) za Trickser i Das Urteil; Brązową Żabę za Baader-Meinhof (2008) na festiwalu Camerimage. Ponadto był nominowany do nagrody niemieckiej krytyki filmowej za Soul Kitchen (2010).
Pracował również przy takich filmach jak: Krzyk kamienia (Cerro Torre: Schrei aus Stein, 1991), Eksperyment (Das Experiment, 2001), Głową w mur (Gegen die Wand, 2004), Upadek (Der Untergang, 2004), Na krawędzi nieba (Auf der anderen Seite, 2007), Inwazja (The Invasion, 2007), Drzewo cytrynowe (Etz Limon, 2008), Misja kadrowego (The Human Resources Manager, 2010), Diana (2013) i W ułamku sekundy (Aus dem Nichts, 2017), Złota Rękawiczka (Der Goldene Handschuh, 2019).
Żonaty z włoską artystką Valerią Klausmann-Stefané.

## Nagrody i wyróżnienia
Adolf Grimme Awards
- 1999 
  - Wygrana w kategorii Fikcja/rozrywka za film Ausgerechnet Zoé

Bavarian Film Awards
- 2001
  - Wygrana w kategorii Najlepsze zdjęcia za film Eksperyment

Camerimage
- 2008
  - Wygrana (Brązowa Żaba) w Konkursie głównym za film Baader-Meinhof
  - Nominacja (Złota Żaba) w Konkursie głównym za film Baader-Meinhof
- 2013
  - Nominacja (Złota Żaba) w Konkursie głównym za film Mary Queen of Scots

German Camera Award
- 2001
  - Nominacja w kategorii Film fabularny za film Eksperyment
- 2004
  - Wygrana w kategorii Film fabularny za film Głową w mur

German Film Awards
- 2004
  - Wygrana w kategorii Najlepsze zdjęcia za film Głową w mur
- 2017
  - Nominacja w kategorii Najlepsze zdjęcia za film Tschick
- 2018 
  - Nominacja w kategorii Najlepsze zdjęcia za film W ułamku sekundy

German Film Critics Association Awards
- 2010
  - Nominacja w kategorii Najlepsze zdjęcia za film Soul Kitchen

Międzynarodowy Festiwal Operatorów Filmowych „Braci Manaki”
- 2004
  - Wygrana za film Głową w mur
- 2007
  - Nominacja za film Na krawędzi nieba
- 2017
  - Nominacja za film W ułamku sekundy
  - Wygrana za film W ułamku sekundy

Romy Gala
- 2017 
  - Nominacja w kategorii Najlepsze zdjęcia za film Tschick

RTL Golden Lion Awards
- 1998 
  - Wygrana w kategorii Najlepsze zdjęcia do filmu telewizyjnego lub serialu za film Tschick i Das Urteil

Yeşilçam Award
- 2007
  - Nominacja w kategorii Najlepsze Zdjęcia za film Na krawędzi nieba